# Lion de Bienservida
Le Lion de Bienservida (également connu sous le nom de Lion de Huerta Bayonas) est une sculpture zoomorphe ibérique découverte accidentellement en 1893 dans la zone de Huerta Bayonas à Villarrodrigo (Jaén) et déplacée dans le village voisin de Bienservida à Albacete, d'où elle tire son nom.

## Circonstances de la découverte
La pièce a été trouvée par des paysans lors de travaux agricoles et s'est avérée mutilée. Ces travailleurs ont signalé la découverte à Don Antonio Pretel, propriétaire du domaine de Huerta Bayonas, à côté de la ville de Bienservida, qui l'a emmenée dans sa maison privée de cette ville d'Albacete, où elle a été conservée. Vers 1941, elle a été donnée au musée archéologique d'Albacete, où elle se trouve actuellement.

## Caractéristiques
Comme dans d'autres sculptures ibériques, il faut souligner son caractère psychopompe et apotropaïque, c'est-à-dire conducteur de l'âme et défenseur du défunt et de sa mémoire, typique de la symbolique orientale. Cependant, l'existence d'une tête humaine coupée sous les pattes du lion est très remarquable, car le culte du crâne, dérivé du thème de la tête trophée, est généralement plus fréquent dans les milieux celtiques.